# Фрай, Ханс-Йоахим
Ханс-Йоахим Фрай (нем. Hans-Joachim Frey; род. 10 июня 1965, Герден, Ганноверский округ, Нижняя Саксония, Федеративная Республика Германии) — немецкий и российский музыкальный менеджер, режиссёр-постановщик. Художественный руководитель Тюрингского земельного театра (1993—1995). Художественный руководитель (1995—2003), оперный директор (2003—2006), генеральный директор (2007—2010) Бременского театра. Генеральный директор и художественный руководитель Брукнерхауса (2012—2017). Художественный руководитель культурного центра «Сириус» с 2017 года.

## Биография

### Молодые годы, образование, первые годы работы
Ханс-Йоахим Фрай родился 10 июня 1965 года в Гердене, что в Нижней Саксонии. По собственным словам, его семья — из балтийских немцев, жили в Санкт-Петербурге, где прадед служил в церкви Святой Анны, однако после Октябрьской революции им пришлось бежать в Кёнигсберг, в Восточную Пруссию, откуда снова бежали в 1944 году, кто в Западную, кто в Восточную Германию. Дядя — актёр А. Мюллер-Шталь.
Из семьи протестантского пастора, отец служил в церкви Святого Якова в Ганновер-Кирхроде. Есть брат и сестра. С семи лет брал уроки игры на фортепиано, с восьми лет пел в Ганноверском хоре мальчиков, а также шесть лет обучался игре на церковном органе, сдав экзамен на органиста степени «C». В 1984 году окончил среднюю школу в родном городе, после чего отслужил в армии в качестве шофёра, секретаря и органиста при военном капеллане. Затем поступил в Гамбургскую высшую школу музыки и театра, где обучался оперному пению. Певческий голос Фрая варьировался от тенора до баритона. Параллельно, по настоянию отца, там же стал изучать режиссуру музыкального театра у профессора Г. Фридриха и в 1989 году в сотрудничестве с Гамбургской государственной оперой поставил оперетту «Летучая мышь» И. Штрауса.
Во время учёбы в качестве певца активно выступал на различных концертных площадках, а также работал ассистентом режиссёра в Гамбурге и Стокгольме, выпустив пять собственных постановок в театрах-студиях Ростока и Детмольда. Окончив в 1990 году школу со специальностью «режиссёр музыкального театра», поступил в аспирантуру к Г. Рауэ и П. Ружичке, откуда выпустился в 1993 году со степень в области культурного менеджмента. Сразу после получения образования, в 1993 году был назначен художественным руководителем Тюрингского земельного театра в Эйзенахе. После упразднения театра, в 1995 году перешёл на такую же должность в Бременский театр. В 1997 году перебрался в Дрезден, заняв пост художественного руководителя Земпероперы. Когда в 2002 году Земперопера была вынуждена закрыться из-за наводнения, Фрай показал себя «активным кризисным менеджером», сумев в короткий срок поставить оперу «Кармен» Ж. Бизе в пространстве «Стеклянной мануфактуры». После того, как Г. Юкер стал генеральным директором оперы, в 2003 году Фрай получил пост оперного директора. Параллельно, преподавал музыкальный менеджмент в музыкальных академиях Гамбурга, Бремена, Веймара.

### Дрезденский период
В период работы в Земперопере активно занимался налаживанием связей между культурой и бизнесом, стремясь превратить Дрезден в «культурный Давос». В 2003 году стал руководителем «Международного форума культуры и экономики» в Дрездене, на базе которого в 2006 году прошла конференция европейских оперных театров с обсуждением «новых форм сотрудничества и взаимодействия в сфере напряженности между культурой и бизнесом». Далее по его инициативе был создан Всемирный культурный форум, названный «уникальной инициативой» по осмыслению социальных явлений относительно к культуре. Учредительный симпозиум прошёл в ноябре 2007 года под лозунгом «Культура — это больше». На форуме акцентировалось наличие неких угроз западной культуре со стороны глобализированной экономики, стремление объяснить значение культуры современному человеку, сам Фрай отмечал, что симпозиум был призван инициировать широкий общественный диалог о значении и роли культуры, так как она — «гораздо больше, чем просто искусство». Первый полноценный форум был назначен на февраль 2009 года, с дальнейшим проведением на регулярной основе. Однако, затем форум был отложен из-за непроработанных организационных вопросов и недостатка финасирования по причине экономического кризиса, и в итоге состоялся в октябре 2009 года. По словам Фрая, проведением таких культурных мероприятий он хотел показать то, что «искусство экономически успешно», а «устойчивость и ответственность перед будущими поколениями превыше погони за сиюминутной прибылью». Тем не менее, о проведении третьего форума далее не сообщалось.
В 2006 году выступил инициатором возрождения традиции ежегодного проведения Дрезденского оперного бала, который состоялся в том же году в Земперопере — впервые с 1939 года. Параллельно стала вручаться награда бала — «Саксонская медаль благодарности» в нескольких категориях, в том числе в спорте, культуре, политике. В 2009 году этой награды удостоился на тот момент премьер-министр России В. В. Путин, которому была вручена золотая медаль с девизом «Против течения» и изображением Святого Георгия как символа победы добра над злом. При этом, награду ему вручал министр-президент Саксонии С. Тиллих, который начинал свою политическую карьеру во времена ГДР, как раз тогда, когда в Дрездене в качестве сотрудника КГБ служил Путин (по некоторым данным, Путин попросил, чтобы медаль ему вручил именно Тиллих). Официально заявлялось, что награда присуждена Путину за приверженность германо-российскому культурному обмену, однако в прессе было отмечено, что в российских запасниках до сих пор хранятся сотни картин и книг, вывезенных из дрезденских коллекций во время Второй мировой войны. Сам Фрай отмечал свою «радость» в связи с награждением Путина и приданием таким образом балу статуса события международного уровня, в связи с чем «любая реклама хороша», как отмечалось в прессе. Однако это решение было встречено массовой критикой, церемония была оценена как «циничная и скандальная», а также отмечалось, что «в Путине нельзя найти ничего доброго даже с помощью увеличительного стекла», учитывая конфликт с Украиной и войну в Грузии, покровителем которой является как раз Святой Георгий. В ответ на критику Фрай отмечал, что решение пригласить Путина было принято ещё в марте 2008 года, до всех конфликтов, тогда как на вопрос о том, что нужно сделать для того, чтобы получить награду, отвечал, что «во-первых, нужно быть очень знаменитым». В 2020 году с орденом произошёл очередной скандал, после того как Фрай приехал в Каир и лично вручил награду президенту Египта А.-Ф. Ас-Сиси, не отличающемуся приверженностью демократии, соблюдению прав человека, свободы прессы. После разразившегося скандала Фрай говорил, что хотел «построить диалог на языке культуры», называл Ас-Сиси «миротворцем», указывая, что церемония награждения «не вызывает никаких проблем»; однако уже через несколько дней он отступил, узнав «о возникшем раздражении», принёс свои «искренние извинения» за церемонию, пожелав «дистанцироваться от нее», и отметил, что «награждение было ошибкой».
В 1996 году профессором Г. Рауэ, на тот момент президентом Гамбургской высшей школы музыки и театра, был организован оперный конкурс «Competizione dell’ Opera», директором которого стал Фрай. Первоначально конкурс базировался в Гамбурге, а в 2001 году был переведён в Дрезден, где в дальнейшем проводился на постоянной основе в Земперопере. При этом, будучи председателем «Международного форума культуры и экономики», Фрай проводил конкурс под эгидой своей же организации. В дальнейшем, как отмечалось в прессе, конкурс стал «путешествовать по миру вслед за единолично возглавившим» его Фраем. Так, в 2011 году конкурс впервые прошёл за рубежом — в Москве на базе Большого театра по предложению его генерального директора А. Г. Иксанова. Все первые премии на конкурсе получили россияне, в связи с чем Фрай говорил, что «результат можно считать предельно объективным», так как певцы «очень талантливы, и нет ничего удивительного в том, что все премии достались им». Также он сообщил, что направил Путину письмо, в котором рассказал о конкурсе, и получил «воодушевляющий ответ». В дальнейшем конкурс проходил в Минске, Ташкенте, Линце, Сочи, а затем — снова в Москве.
Особые слова — бессменному руководителю и создателю Competizione dell’Opera — Хансу-Йоахиму Фраю. Его заслуги перед искусством неоспоримы, а вклад в укрепление культурных связей между народами и участие в судьбах юных талантов заслуживают глубокого уважения.Владимир Путин, 2022 год.
Также при поддержке «Международного форума культуры и экономики» был организован конкурс юных композиторов, а в 2003 году под руководством Фрая состоялся 1-й конкурс пианистов имени А. Рубинштейна, который был заявлен как наследник конкурса, учреждённого самим композитором и проводившегося в 1890—1910 годах. В дальнейшем Фрай подчёркивал «высокое качество» мероприятия, его «эксклюзивность», а также постоянно указывал на честность жюри после случая, когда на первом же конкурсе победил ученик его соучредителя А. Ценципера. В дальнейшем, Рубинштейновский конкурс, как и все остальные проекты Фрая, не избежал организационных проблем.

### В Бремене
В 2006 году был назначен генеральным директором Бременского театра, начиная с сезона 2007/2008 годов, вместо К. Пьервоса. В пику прошлому «левому» директору, он всячески подчёркивал свои связи с бизнесменами, основав клуб из высокопоставленных спонсоров театра. Учитывая, что театр ещё в 2005 году чудом избежал банкротства, Фрай объявил, что вскоре избавит его от всех долгов. Стремясь «стать сексуальным» во всех своих постановках, в итоге Фрай уменьшил репертуар, распустил театр танца, сократил актёрский ансамбль, став приглашать «громкие имена», не принёсшие ничего художественного театру. При этом, в 2008 году он создал новую театральную сцену на воде под названием «Зеебюне» на 2500 мест для работы в летний период, где прошли оперы «Летучий голландец» Р. Вагнера (2008), «Аида» Дж. Верди (2009) и «Турандот» Дж. Пуччини (2010). Тем не менее, постановки не окупились по причине плохой акустики и спартанской, неудобной для зрителя обстановки.
В самом начале своего пребывания в должности, в 2007 году Фрай объявил о решении поставить на бременской сцене мюзикл «Мария-Антуанетта» М. Кунце и С. Левея, премьера которого ранее с большим успехом прошла в Японии. На постановку было потрачено 5 миллионов 800 тысяч евро, гораздо больше, чем предполагалось изначально. Во время репетиций бургомистр Бремена Й. Бёрнзен выражал свою уверенность в том, что мюзикл «будет иметь большой успех для Бремена и привлечет в наш город многих людей», а другие постановки театра будут продолжены, несмотря на высокую стоимость данного спектакля. Премьера состоялась 30 января 2009 года, а последний 120-й спектакль был сыгран 31 мая. В итоге, вместо запланированных 120 тысяч зрителей, мюзикл посмотрело только 90 тысяч, несмотря на ранее объявленную театром и руководством города стратегию по увеличению числа посетителей. По словам Фрая, это оказалось связано с тем, что зритель не хотел покупать более дорогие билеты и предпочёл заплатить в среднем по 37,5 евро вместо запланированных 50 евро. Ещё в марте 2009 года в руководстве театра сообщили о дефиците в размере около 3,3 миллиона евро по итогам сезона 2008/2009 годов, а после постановки потери увеличились до 4 миллионов.
Руководство города вынесло выговор всему наблюдательному совету театра и Фраю лично, однако сам он отмечал, что финансовые проблемы не сказались на качестве постановки и на театре как сценической площадке, указывая, что был приглашён именно ставить «резонансные проекты» и «вывести на рынок отличный продукт». В августе 2009 года Фрай объявил об отставке «по личным обстоятельствам», начиная с июля 2010 года, раньше истечения пятилетнего контракта, который должен был окончиться в июле 2012 года. В своём заявлении Фрай признал «слабые места в реализации проекта», а также взял на себя ответственность за дефицит, отметив, что спектакль, «к сожалению, попал в рыночные условия, изменившиеся в результате глобальной рецессии, и не смог принести ожидаемого дохода». В итоге, контракт был расторгнут «по обоюдному согласию». Изначально сообщалось о 1,5 миллиона убытков из-за «Марии-Антуанетты», но в ходе дальнейшей проверки к нему прибавился ещё один миллион. Как указывалось в финансовом отчёте театра, за два года руководства Фрая дефицит увеличился более чем в два раза, с 400 тысяч в 2006 году до 5 с лишним миллионов к концу 2010 года, что напрямую связывалось с постановкой Фрая.
Период его руководства театром был охарактеризован в прессе как «финансовый крах», приведший к «катастрофическому результату», «разрушению художественного уровня Бремена всего за два сезона», фактическому «разорению театра». Фрай описывался не иначе как «амбициозный и честолюбивый» менеджер, имеющий сомнительные связи и прибегающий к странным методам, как «человек красивых слов», способный «очаровывать» других людей своими масштабными проектами, никак не состыкующимися с экономической эффективностью. Дальнейшие два года театром управлял совет директоров из пяти человек, а новый директор, М. Бёргердинг, появился лишь в 2012 году. Сам же Фрай после отставки уехал в Берлин, где занял пост первого управляющего директора «LaValse GmbH» по международным культурным мероприятиям, заявив, что покинул Бремен из-за «постоянно возраставшего давления» и своей «невписываемости в систему». При этом он оставался художественным руководителем «Зеебюне» до 2012 года, что в прессе было охарактеризовано как альтернатива выходному пособию по увольнении; в дальнейшем, после череды банкротств сцена была продана другому театру и затем снесена, а отъезд Фрая был расценён в прессе как «бесславный».

### Австрия
В сентябре 2011 года Фрай появился в Австрии, где был назначен генеральным директором и художественным руководителем муниципальной компании по культурным мероприятиям «LIVA» в Линце, начиная с марта 2012 года, вместо В. Винклера. Из шести членов наблюдательного совета компании против него проголосовал только один человек — заместитель бургомистра Линца Э. Ватцль, который к тому же являлся начальником городского отдела культуры. Руководство города выбрало Фрая из трёх кандидатов, умолчав в пресс-релизе о его прошлой «финансовой катастрофе», а сам он отрицал свою причастность к долгам бременского театра, указывая, что тот проект был «мертворождённым» с самого начала, но отмечая при этом, что во «второй раз» такого уже не случится. В ведении Фрая находился один из крупнейших фестивалей Верхней Австрии — Брукнерфест, фестиваль «Облако звука», концертные площадки Брукнерхаус, Постхоф и TipsArena. Пытаясь вывести свои фестивальные проекты на уровень международного признания, активно развивал сотрудничество с Китаем и Южной Кореей, в частности, в 2011 году стал приглашённым профессором Сеульского колледжа искусств, а в 2015 году — Женского университета Ихва. В этот период активно «работал с русскими», приглашал певцов и музыкантов из России к себе в Линц, в прессе описывался как «любитель Востока». С 2013 года сотрудничал с виолончелистом С. П. Ролдугиным и возглавляемым им Санкт-Петербургским домом музыки, созданном при поддержке Путина, в связи с чем отмечалось, что «за последние годы ни в одном концертном зале в Европе не выступало столько российских артистов». Сам Путин отмечал его «искреннюю любовь к России», а Фрай указывал своей «главной заботой» — «наведение новых мостов между странами», получив славу «путинского импресарио».
Учитывая, что Брукнерхаус принадлежит городу и финансируется из городского бюджета, в аудиторском отчёте Контрольного управления города Линца за 2016 год второстепенная деятельность Фрая, включая многочисленные командировки в Россию, подверглась критике; сам он отмечал, что в период 2009—2016 годов ездил в Россию «примерно 600 раз». Также внимание проверяющих было акцентировано на однобокости международного позиционирования, недостаточном фокусировании на молодой аудитории, плохой заполняемости, в частности, продажи билетов в Брукнерхаус снизились на 10 процентов, бюджет фестиваля «Облако звука» был превышен на 22 процента, тогда как резервы «LIVA» уменьшились до нескольких тысяч евро по сравнению 2,9 миллионами в 2008 году. Профессиональная деятельность Фрая воспринималась прессой исключительно негативно, в частности отмечалось, что ни на одной должности он не добился больших успехов. Несмотря на «давление», сам Фрай в октябре 2016 года отрицал возможность своего ухода с должности, а в Брукнерхаусе отмечали, что не собираются что-либо менять в руководящей политике. Однако, в том же самом октябре Фрай заявил, что не будет продлевать контракт, действующий до декабря 2017 года, одновременно сообщив о том, что получил новое предложение о работе «где-то в мире». В марте 2017 года новым руководителем «LIVA» был назначен Д. Кершбаум, тогда как Фрая проводили прощальным концертом в знак окончания австрийско-российского года туризма и культуры, «специальным гостем» которого стал министр культуры России В. Р. Мединский. По словам Фрая, он пытался создать «космополитичный дом, олицетворяющий интернациональность, разнообразие и высочайшее качество», отметив, что последние несколько лет были «замечательными». После отставки он был назначен членом наблюдательного совета Культурно-событийного холдинга Линца, куда был выдвинут Австрийской партией свободы.

### Россия
Встречу с Путиным в Дрездене в 2009 году Фрай называл «судьбоносной», отмечая, что «наш контакт после бала не прерывался». В немецкой прессе с того времени Фрай описывается как «Putinversteher», или «понимающий Путина». В 2014 году, после начала войны на Украине, подписал обращение нескольких десятков представителей немецкой общественности, преимущественно бывших, в котором заявлялось на примере этого конфликта, что «одержимость властью и стремление к господству не изжили себя», а «успехи политики разрядки и мирных революций усыпили нас и лишили осторожности», в связи с чем «ничем иным нельзя объяснить ни расширение Запада на Восток, воспринимаемое Россией как угроза и реализуемое без одновременного углубления сотрудничества с Москвой, ни противоречащую международному праву аннексию Крыма Путиным». Отмечая при этом, что «дело не в Путине», ведь «государственные деятели приходят и уходят», авторы письма заявляли, что «Европа нуждается в новой политике разрядки», а «мы не должны вытеснять Россию из Европы», так как «потребность россиян в безопасности так же законна и ярко выражена, как и потребность немцев, поляков, жителей стран Балтии и Украины». В прессе такое воззвание было подвергнуто критике, в частности, отмечалось, что авторы письма показали абсолютное отсутствие знаний как о постсоветском пространстве, так и об Украине в частности, так как ключ к прекращению ведущейся там войны находится именно что в Москве. В 2019 году по итогам своих российских путешествий Фрай в соавторстве с журналистом Ю. Хельфрихтом выпустил книгу «Russland lieben lernen», в которой призвал прекратить «демонизацию» России, потому что «русские — гордый и уверенный народ со своим характером», а их «страна — одна из самых красивых на земле».
Видимо, ему так понравился бал, что затем он пригласил меня на ужин. Это было уже поздно ночью. Владимир Владимирович спросил, не хотел бы я приехать в Россию и поработать там. Я ответил, что никогда не думал об этом, но почему бы и нет. Потом я действительно приехал в Россию, много работал у вас в стране, а в 2018 году, когда вышла моя книга на немецком языке, вручил её первый экземпляр Владимиру Путину. Это случилось в Большом театре, на гала-концерте по случаю завершения чемпионата мира по футболу. Честь быть организатором этого представления выпала именно мне.Фрай о знакомстве с Путиным, 2021 год.
В 2014 году стал постоянным советником генерального директора Большого театра В. Г. Урина, как отмечалось, благодаря связям с Путиным. Активно работает в качестве оперного режиссёра-постановщика, регулярно участвует в проектах в России, в основном, в окраинных и околокремлёвских театрах. В 2011 году дебютировал в Камерном музыкальном театре имени Б. А. Покровского в Москве, поставив оперу «Царь и плотник» А. Лорцинга. В дальнейшем, выпустил оперы «Летучий голландец» Р. Вагнера (Бурятский государственный академический театр оперы и балета в Улан-Удэ, 2012; Иркутский областной музыкальный театр имени Н. М. Загурского, 2012; Большой театр Беларуси в Минске, 2013), «Так поступают все женщины» В. А. Моцарта (Бурятский государственный академический театр оперы и балета, 2014), «Тоска» Дж. Пуччини (Государственный Приморский театр оперы и балета во Владивостоке, 2015), «Ариадна на Наксосе» Р. Штрауса (Камерный музыкальный театр им. Б. А. Покровского, 2016), «Волшебная флейта» Моцарта (Большой театр Беларуси, 2017), «Лючия ди Ламмермур» (Московский театр «Новая Опера» имени Е. В. Колобова, 2018), «Дон Паскуале» Г. Доницетти (Санкт-Петербургский театр «Мюзик-холл», 2018), «Кармен» Ж. Бизе (Астраханский государственный театр оперы и балета, 2020), «Дневник Анны Франк. Белая роза» на основе опер Г. Фрида и У. Циммермана (Камерная сцене имени Б. А. Покровского Большого театра, 2021). Также известен организацией джаз-фестивалей, сабантуев, гала-концертов, в частности, из которых выделяется концерт звезд мировой оперы «Ночи в Большом» в Москве в честь окончания чемпионата мира по футболу (Большой театр, 2018), показавший, по словам Путина, что «рухнули мифы и предубеждения» о России.
Гала-концерт тоже состоял из постоянных около- и внутрифутбольных впечатлений. Его режиссером стал отчего-то немец Ханс-Йоахим Фрай (долгое время был, как написано в программке, руководителем дрезденской Оперы Земпера), и присутствующие, многие из которых претендовали на то, что они тут не в первый раз, как ни странно, начинали глухо роптать по этому поводу еще до начала гала-концерта: почему немец, и если немец, то почему такой, которого мы не знаем? Я испытывал приступы весёлости, слушая эти разговоры. Да уж руководству Большого, наверное, повиднее, чем вам, кого приглашать.Андрей Колесников о чемпионатском гала-концерте, 2018 год.
В 2017 году учредил фонд поддержки и развития проектов в области культуры «Мост искусств», в который перевёл свои международные проекты, в том числе Дрезденский бал. В том же году был назначен художественным руководителем новообразованного культурного центра «Сириус» в Сочи, созданного по инициативе Путина, и функционирующего на базе фонда «Талант и успех», соучредителем которого является Ролдугин. Заявляя, что «на Западе сейчас культура медленно приходит в упадок», отмечал, что когда появилась такая возможность, переехал на работу в Россию, где «есть что-то особенное, связанное с большой, настоящей традицией». Это назначение он назвал «большой честью», отметив, что как «работнику культуры такая возможность выпадает только раз в жизни». Полагая «совершенно естественным» такой выбор и будучи «большим сторонником идеи Европы от Лиссабона до Владивостока», отмечал, что хочет сделать так, чтобы Сочи «стал Зальцбургом у Чёрного моря». По заявлениям российской прессы, при нём начали активно приглашать иностранных музыкантов и повысилась посещаемость концертов в «Парке науки и искусств», помимо строительства нового культурного центра с главным залом на 1200 человек, которое было начато при поддержке Путина. Сам Фрай говорил, что у него есть «возможность построить всё от А до Я», к тому же «без больших бюджетных ограничений». Строительство началось в 2018 году, причём под руководством Ролдугина; изначально Фрай заявлял, что новый зал откроется в 2020 году, потом в 2021 году, затем и в 2022 году, и, наконец, в 2024 году.

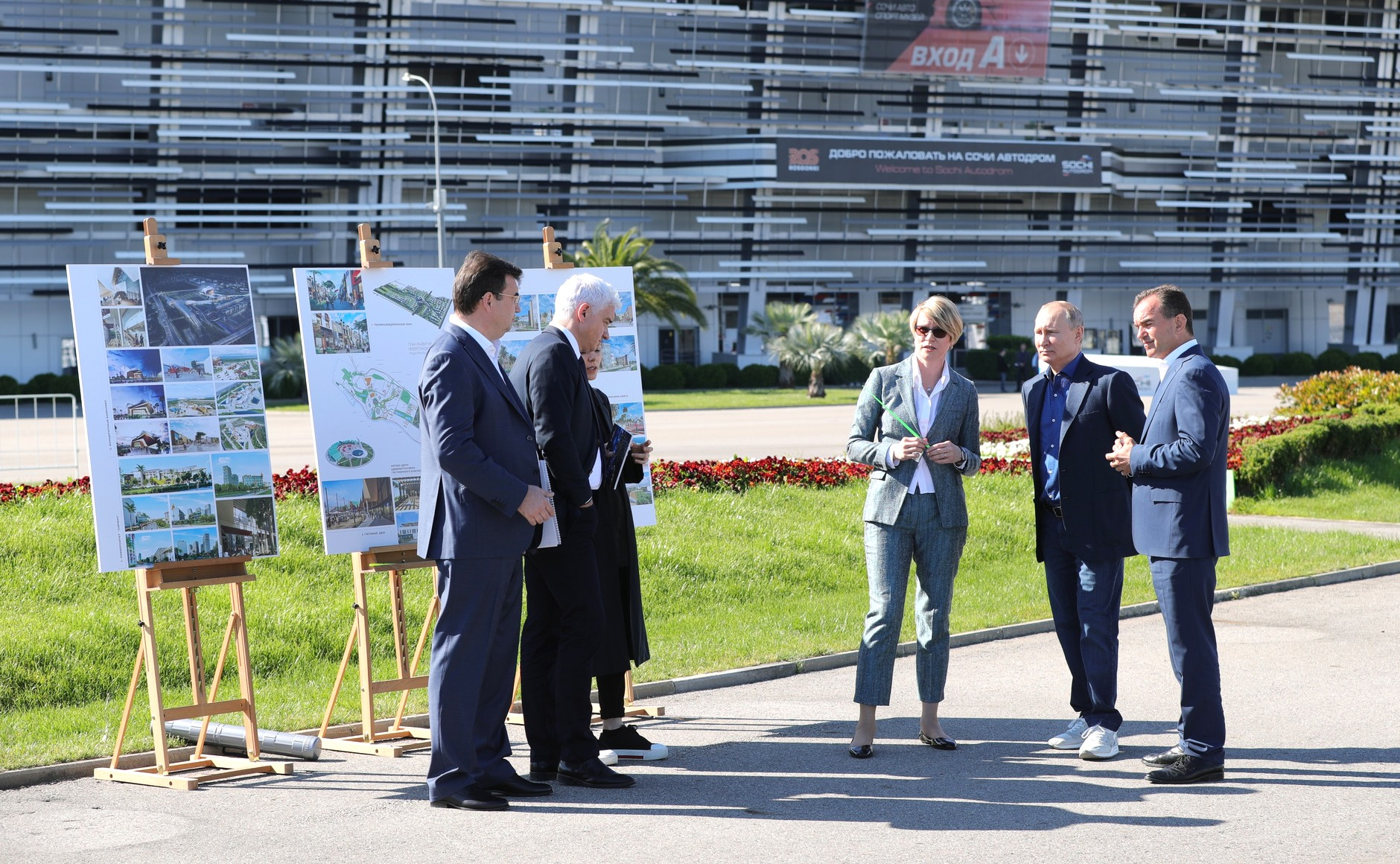
Фрай с руководством «Сириуса» и Путиным, 2019 год

В 2019 году министром иностранных дел России С. В. Лавровым и министром иностранных дел Австрии К. Кнайссль был учреждён форум «Сочинский диалог» с целью обмена мнениями «по актуальным вопросам общественной жизни и вопросам российско-австрийских отношений», участие в создании которого принимал Фрай, присутствовавший также и на Ялтинском международном экономическом форуме, «несущем миру правду о Крыме». В том же году по указу Путина получил российское гражданство. В 2019 году, с целью подчеркнуть «особые дружественные связи» с Дрезденом, оперный бал впервые прошёл вне Германии — в Санкт-Петербурге, причём Фрай отмечал, что с городом заключён контракт на пять лет. Планировалось, что зимний бал как и прежде будет проходить в Дрездене, а летний — в Санкт-Петербурге, однако в 2020 году он был отменён из-за пандемии коронавируса. В 2021 году бал снова прошёл в Санкт-Петербурге, причём его соорганизатором по «личным мотивам» выступил предприниматель К. Н. Шамалов, пожелавший чтобы бал стал «чем-то новым в геополитической реальности», а Фрай с того момента стал называться художественным руководителем и режиссёром Дрезденского оперного бала в Санкт-Петербурге. В том же году вышел русский перевод его книги под названием «Научиться любить Россию», с предисловием от Путина, который затем наградил Фрая орденом Дружбы.
После российского вторжения на территорию Украины, в 2022 году в руководстве Земпероперы осудили такие действия России и её «авторитарного властителя, пренебрегшего правом украинского народа на свободу». В итоге, Путин был лишён медали Дрезденского оперного бала, причём было отмечено, что Земперопера лишь сдавала Фраю площадку для проведения мероприятия. Также в руководстве оперы заявили о «решительном дистанцировании» от Фрая, так как сотрудничество с ним является «контрпродуктивным и наносит ущерб имиджу» институции. Сам же Фрай заявил, что у оперы «отсутствует понимание важности того, что было достигнуто с 2006 года», а «ценность оперного бала для людей не признаётся городом». Комментируя такие решения Земпероперы, в прессе подробно остановились на том, какое сомнительное влияние Путин оказал на культурную жизнь Германии, в частности, посредством Фрая, который неоднократно отказывался комментировать свои близкие взаимоотношения с российским президентом. В том же году Фрай заявил о том, что решил остаться в России.

## Награды

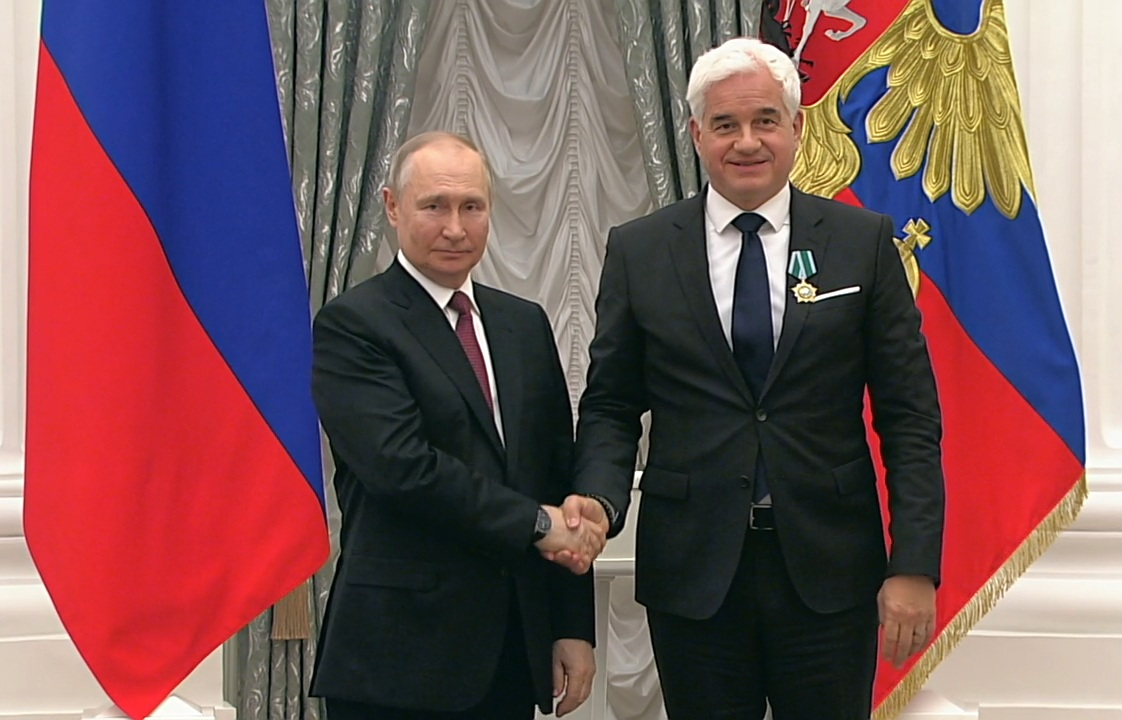
На вручении ордена, 2023 год

- Орден Дружбы (Россия, 5 июня 2021 года) — за большой вклад в развитие российско-германских культурно-гуманитарных связей[172]. Вручён в 2023 году президентом Российской Федерации В. В. Путиным на церемонии в Екатерининском зале Московского Кремля[173].
- Национальная театральная премия (Беларусь, 30 ноября 2014 года) в номинации «Лучшая режиссерская работа в спектакле оперы» — за спектакль «Летучий голландец» Р. Вагнера[174].

## Личная жизнь
Бывшая жена — сопрано Кирстен Бланк, развелись в 2009 году после двенадцати лет брака. Есть взрослая дочь — Констанца. Большую часть времени живёт в Сочи, занимается изучением русского языка.